# Liste der iranischen Botschafter in Frankreich

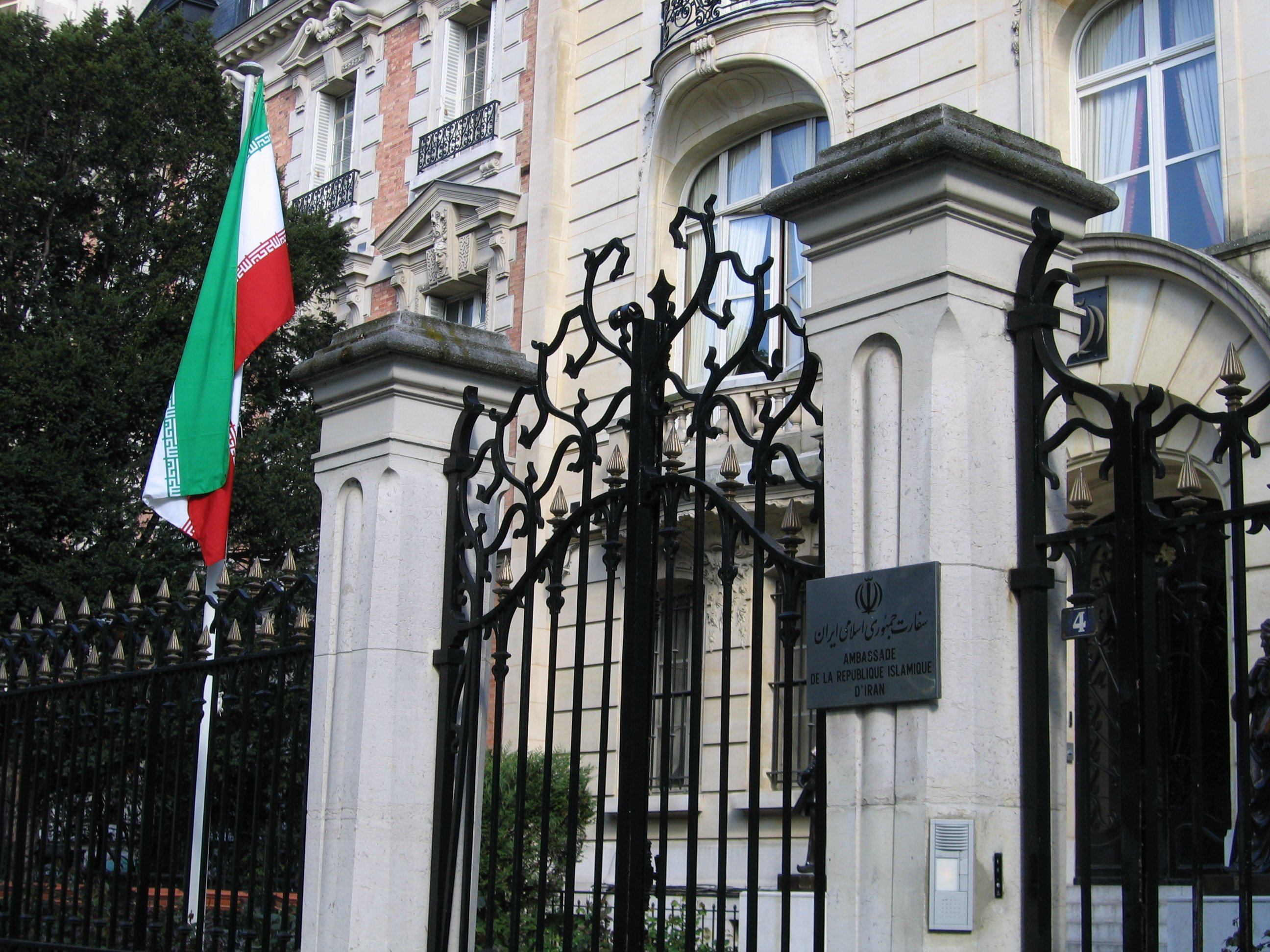
Botschaft der Islamischen Republik Iran

Liste der persischen und iranischen Botschafter in Frankreich. Die Adresse der iranischen Botschaft ist 4, avenue d’Iéna, Paris.

## Liste
| Ernennung Akkreditierung | Name                                           | Bemerkungen     | Ernannt durch                    | akkreditiert bei der Regierung | Posten verlassen |
| ------------------------ | ---------------------------------------------- | --------------- | -------------------------------- | ------------------------------ | ---------------- |
| 1714                     | Hagopdjan de Deritchan, Mehemet Riza beg       |                 | Sultan Hosein                    | Ludwig XIV.                    | 1715             |
| 4. Mai 1807              | Mirza Mohammad Reza Qazvini                    |                 | Fath Ali Schah                   | Napoleon Bonaparte             | 4. Mai 1807      |
| 1809                     | Askeri-Khan Asker-Khan                         |                 | Fath Ali Schah                   | Napoleon Bonaparte             | 1810             |
| 1857                     | Farouk Khan                                    |                 | Nāser ad-Din Schah               | Napoleon III.                  | 1858             |
| 1858                     | Hasan 'Ali Khan Garusi                         |                 | Nāser ad-Din Schah               | Napoleon III.                  | 1865             |
| 1866                     | Muhsin Khan                                    |                 | Nāser ad-Din Schah               | Napoleon III.                  | 1866             |
| 1867                     | Yousuf Khan Mostashar al-Dowleh                | Geschäftsträger | Nāser ad-Din Schah               | Napoleon III.                  | 1871             |
| 1. Apr. 1905             | Samad Khan Momtaz os-Saltaneh                  |                 | Mozaffar ad-Din Schah            | Émile Loubet                   | März 1906        |
| 1. Aug. 1930             | Seyyed Hassan Taqizadeh                        |                 | Reza Schah Pahlavi               | Gaston Doumergue               | Aug. 1933        |
| 1935                     | Abol Qassem Nadschm                            |                 | Reza Schah Pahlavi               | Albert Lebrun                  | 1937             |
| 1941                     | Mohsen Raïs                                    |                 | Mohammad Reza Pahlavi            | Philippe Pétain                | 1942             |
| 10. Nov. 1953            | Mohsen Raïs                                    |                 | Mohammad Reza Pahlavi            | Vincent Auriol                 |                  |
| 1969                     | Hassan Pakravan                                |                 | Mohammad Reza Pahlavi            | Alain Poher                    | 1973             |
| 25. Okt. 1972            | Amir-Chosrou Afschar                           |                 | Mohammad Reza Pahlavi            | Georges Pompidou               |                  |
| Mai 1979                 | Chamsoddin Amirala'i safir-e kabir; Amir Ala'i |                 | Abu l-Hasan Banisadr             | Valéry Giscard d’Estaing       | Juli 1980        |
| Juli 1980                | 'Ali Banifatemi et hassan Zamamni              |                 | Abu l-Hasan Banisadr             | Valéry Giscard d’Estaing       | Juli 1984        |
| Juli 1984                | 'Ali-Reza Mo'ayeri et Gholam-Reza Haddadi      |                 | Ali Chamene’i                    | François Mitterrand            | Feb. 1988        |
| 17. Juli 1987            | Unterbrechung der diplomatischen Beziehungen   |                 | Ali Chamene’i                    | François Mitterrand            | 16. Juni 1988    |
| Juli 1988                | Mahmoud Akhoundzadeh                           |                 | Ali Chamene’i                    | François Mitterrand            | Juni 1989        |
| 1988                     | Ali Ahani                                      | [ 1 ]           | Ali Akbar Hāschemi Rafsandschāni | François Mitterrand            | 1993             |
| 1993                     | Mohammad Khodadidj                             |                 | Ali Akbar Hāschemi Rafsandschāni | François Mitterrand            | 1993             |
| 1998                     | Hamid-Reza Assefi safir-e kabir                | [ 2 ]           | Ali Chamene’i                    | François Mitterrand            |                  |
| Aug. 1998                | 'Ali-Reza Mo'ayeri safir-e kabir               | [ 3 ]           | Mohammad Chātami                 | Jacques Chirac                 | Sep. 2002        |
| 2002                     | Sadegh Kharazi                                 |                 | Mohammad Chātami                 | Jacques Chirac                 | 22. Nov. 2005    |
| 1. Okt. 2008             | Seyed Mehdi Miraboutalebi                      |                 | Mahmud Ahmadinedschad            | Nicolas Sarkozy                |                  |
| 21. März 2017            | Ali Ahani                                      |                 | Hassan Rohani                    | Emmanuel Macron                |                  |
| 9. Sep. 2017             | Mohammad Jamshidi                              |                 | Hassan Rohani                    | Emmanuel Macron                |                  |
| 15. Okt. 2018            | AboulGhasem Delfi                              |                 | Hassan Rohani                    | Emmanuel Macron                | 6. März 2019     |